# Alyxia obovatifolia
Alyxia obovatifolia är en oleanderväxtart som beskrevs av Elmer Drew Merrill. Alyxia obovatifolia ingår i släktet Alyxia och familjen oleanderväxter. Inga underarter finns listade i Catalogue of Life.